# Мне не стыдно
Мне не стыдно (англ. I'm Not Ashamed) — американская биографическая драма, срежиссированная Брайаном Бофом. Основана на реальных событиях из жизни Рэйчел Скотт, погибшей во время массовых убийств в школе «Колумбайн». Главную роль в фильме играет Мэйси МакЛэйн. В прокате собрал всего 2,1 миллиона долларов.
Ограниченный театральный релиз фильма состоялся 21 октября 2016 года в Нашвилле, штат Теннесси, США, а 28 октября этого же года фильм вышел на DVD и Blu-ray носителях в Канаде.

## Сюжет
Маленькая Рэйчел Скотт и её старшая сестра Дана смотрят в окно и видит, как их отец уезжает из дома посреди ночи. Семья Рэйчел испытывает финансовые трудности и мать вместе с детьми молятся Богу о финансовой помощи и дети говорят о своих желаниях. 
Апрель 1998 года; Рейчел 16 лет, она учится в школе «Колумбайн» и проводит время со своими подругами Мэди, Гэбби и Селин, а также компанией парней; они купаются в бассейне и потребляют алкоголь. Рэйчел возвращается домой через окно, где мать ждёт её в комнате и упрекает за поведение, что от дочери пахнет алкоголем. Мать решает наказать её и отправить к родственникам на лето в Луизиану, где Скотт посещает церковь и говорит, что готова посвятить себя Богу и  Христу. После возвращения с каникул, в школе она становится свидетельницей травли футболистами Эрика Харриса, которого кладут на скользкий пол и толкают в дверь. Многие смеются над ним и Эрик встаёт в грязной футболке и говорит одному из зачинщиков Брайану Риггсу, что убьёт его, за что тот смеётся.
Позже она начинает дружить со старшекурсником Алексом Дикерсоном и идёт на вечеринку, которую покидает, когда к Алексу приходит девушка. Немного позже она знакомится с Нейтаном Бэллардом, бездомным юношей, у которого мать страдает наркозависимостью. Нэйтан пытается украсть товар из продуктового магазина, но она приходит ему на помощь, покупая товар. В школьной столовой футболист Брайан Риггс на глазах остальных бросает на стол одного из учеников и смеется над этим.
Дома Харрис и его друг Дилан Клиболд играют в стрелялку на приставке и обдумывают устроить стрельбу в школе. Нейтана принимают в христианскую общину, в которой состоит Рэйчел. Вскоре Рэйчел сближается с Алексом и они становятся друзьями, готовясь вместе к спектаклю. На репетиции они целуются и он дарит её подарок, снимая с шеи свой амулет. Её принимают в спектакль, из-за чего она радуется и танцует в туалете. После первого спектакля к ней подходит Нейтан и хвалит её, но подходит Алекс и вскоре между ними происходит конфликт. На вечеринке Алекс и Рейчел уединяются и Алекс пытается её соблазнить, но Рейчел отказывается и уходит. Возвращаясь, она застаёт его со своей подругой Мэди и уходит в слезах.
В школе она замечает над собой насмешки и решает покончить с собой, прыгнув с крыши небоскрёба, но жетоны, подаренные Нейтаном, её останавливают. В классе она читает лекцию о своих убеждениях и признаётся, что она верующая. Во время доклада Харриса и Клиболда она не может смотреть и говорит учительнице, поскольку там показана пропаганда насилия. Вскоре они ловят её и говорят, что они не мешали её выступлению. На выпускном балу Алекс пытается пригласить Рэйчел на танец, но она отказывает и он уходит с Мэди. Позже она приглашает на свидание парня-инвалида Остина, на которое тот соглашается.
20 апреля 1999 года она с братом Крэйгом едут в школу на машине, но паркуются в далеко от территории школы, поскольку там не было места. На уроке она рисует цветок и плачущие глаза (13 слезинок) и рассказывает миссис Диас значение рисунка, который будет символизировать количество человек погибших во время нападения на школу. В коридоре к ней подходит Мэди и приглашает на обед с Гэбби, но они договариваются на другой день и Рейчел вместе с Дэйвом Роджерсом и идут обедать во двор. Вскоре на машине приезжают Харрис и Клиболд и начинают стрельбу, в результате которой Рэйчел и Дэйв лежат на земле тяжело раненные. Харрис и Клиболд подходят к Рэйчел и после вопроса о Боге, Харрис добивает девушку выстрелом в голову. В фильме показана хроника тех событий, воспоминания очевидцев и речь президента США Билла Клинтона, а за кадром остались дальнейшая стрельба в школе и библиотеке, в результате которой 13 человек погибли и 23 пострадали, а также самоубийство нападавших.
На прощание с Рэйчел, друзья и одноклассники в слезах несут цветы к её машине и прощаются с ней. В церкви на отпевании у её белого исписанного гроба Нейтан признаётся погибшей в любви и говорит, что когда-нибудь они встретятся. Фильм заканчивается сценой, когда мать приходит к ней в комнату и видит её рисунки на тумбочке, среди которых обведенная рука Рэйчел и надпись «Эти руки принадлежат Рэйчел Джой Скотт, и настанет день,  когда они прикоснутся к миллионам человеческих сердец...»

## Релиз
| Страна     | Дата            | Формат                           |
| ---------- | --------------- | -------------------------------- |
| США        | 21 октября 2016 | Лимитированный театральный релиз |
| Канада     | 28 октября 2016 | DVD и Blu-ray                    |
| Германия   | 15 июня 2017    | DVD                              |
| Австралия  | 3 октября 2017  | DVD                              |
| Польша     | 2 марта 2018    | Прокат в кинотеатрах             |
| Нидерланды | 19 апреля 2018  | DVD                              |
| Франция    | 17 февраля 2020 | DVD                              |

## В ролях
- Мэйси МакЛэйн — Рэйчел Скотт
  - Нола Фалк — маленькая Рэйчел Скотт
- Бэн Дейвис — Нейтан Бэллард[4]
- Камерон МакКендри — Алекс Дикерсон
- Терри Минтон — Бет Ниммо
- Виктория Стейли — Мэдисон (Мэди)
- Тейлор Калупа — Гэбби
- Эмма Эль Робертс — Селин
- Сэди Робертсон — Чарити
- Дэвид Эрриго младший — Эрик Харрис
- Кори Чапмен — Дилан Клиболд
- Марк Доэрти — Кевин
- Джастин Коун — Син
- Дженнифер О’Нил — Линда
- Бен Вандермэй — Брайан Риггс
- Джеки Веласкес — Миссис Диаз
- Нэнси Стэффорд — Миссис Тэлбот
- Кори Робертсон[англ.] — тётя Би
- Джош Касл — Дэйв
- Даниэл Симпкинс — Остин
- Белла Робертсон — Анна
- Дерик фон Таген — Крейг Скотт
- Анна Грэйс Стюарт — Дана Скотт
  - Дарби Каппиллино — маленькая Дана Скотт
- Эшлин Мур — Бетани Скотт
- Джон Ньюберг — Ларри Ниммо
- Исаак Ловой — Майк Скотт
- Лоурен Кроуфорд — Эми
- Эбигейл Духон — Хлои
- Брэд Эбрелл — Трейс

## Реакция

### Кассовые сборы
«Мне не стыдно» заработал 927 тыс. долларов в первую неделю проката в США, а общая сумма кассовых сборов в мировом прокате составила 2,1 млн долларов при бюджете 1,5 млн долларов.

### Реакция критиков
После выхода фильм был подвергнут критике, но роль Мэйси МакЛэйн, которая сыграла в фильме Рэйчел Скотт, была высоко оценена критиками. Один из критиков Джордан Хоффман оценил её актёрское мастерство; Хофманн назвал молодую актрису бесспорно, потрясающей, теплой и привлекательной исполнительницей.
| Профессиональные рейтинги фильма «Мне не стыдно» | Профессиональные рейтинги фильма «Мне не стыдно» |
| Издание                                          | Оценка                                           |
| ------------------------------------------------ | ------------------------------------------------ |
| Metacritic                                       | 31/100                                           |
| Rotten Tomatoes                                  | 4,2/10                                           |
| The Guardian                                     | [ 8 ]                                            |
| MovieGuide                                       | [ 9 ]                                            |
| Common Sense Media                               | [ 10 ]                                           |